# Tegzes László
Tegzes László, születési nevén Taixler László (Pécs, 1907. június 5. – Budapest, 1951. július 11.) cserkészvezető, jogász, újságíró, országgyűlési képviselő.

## Élete
Római katolikus vallású családba született. Középiskoláit szülővárosának ciszterci gimnáziumában járta ki, majd a pécsi egyetemen tanult tovább; tanulmányai végeztével a jogtudományok doktorává avatták. Már egyetemistaként részt vett több ifjúsági mozgalomban, illetve mint cserkésztiszt, országos, sőt hasonló körökben nemzetközi ismertségre is szert tett. Diplomázását követően rövid ideig ügyvédjelölt volt, majd 1932-ben városházi alkalmazásba lépett, s a ranglétra több fokozatát bejárva, 1937-ben Pécs város iparbiztosa lett, 1939 januárjában pedig a helyi törvényhatósági bizottság aljegyzővé választotta.
Sokat foglalkozott szociálpolitikai problémákkal, különös tekintettel a munkásfiatalságra és az agrár szociálpolitikai kérdésekre. 1938-ban, belügyminisztériumi megbízásából részt vett a vármegyék szociálpolitikai szervezetének kiépítésében is. E szakterületen, valamint világnézeti témákban kiterjedt publicisztikai tevékenységet folytatott, sok cikke jelent meg a napi sajtóban és szakfolyóiratokban egyaránt. Több jobboldali civil szervezetnek volt tagja, közülük a Fiatal Magyarság Szövetségének országos társelnöke is. 1939-ben országgyűlési képviselővé is megválasztották, mandátumát a Magyar Élet Pártja Somogy vármegyei listájáról szerezte.